# Vojenice (Kladruby)

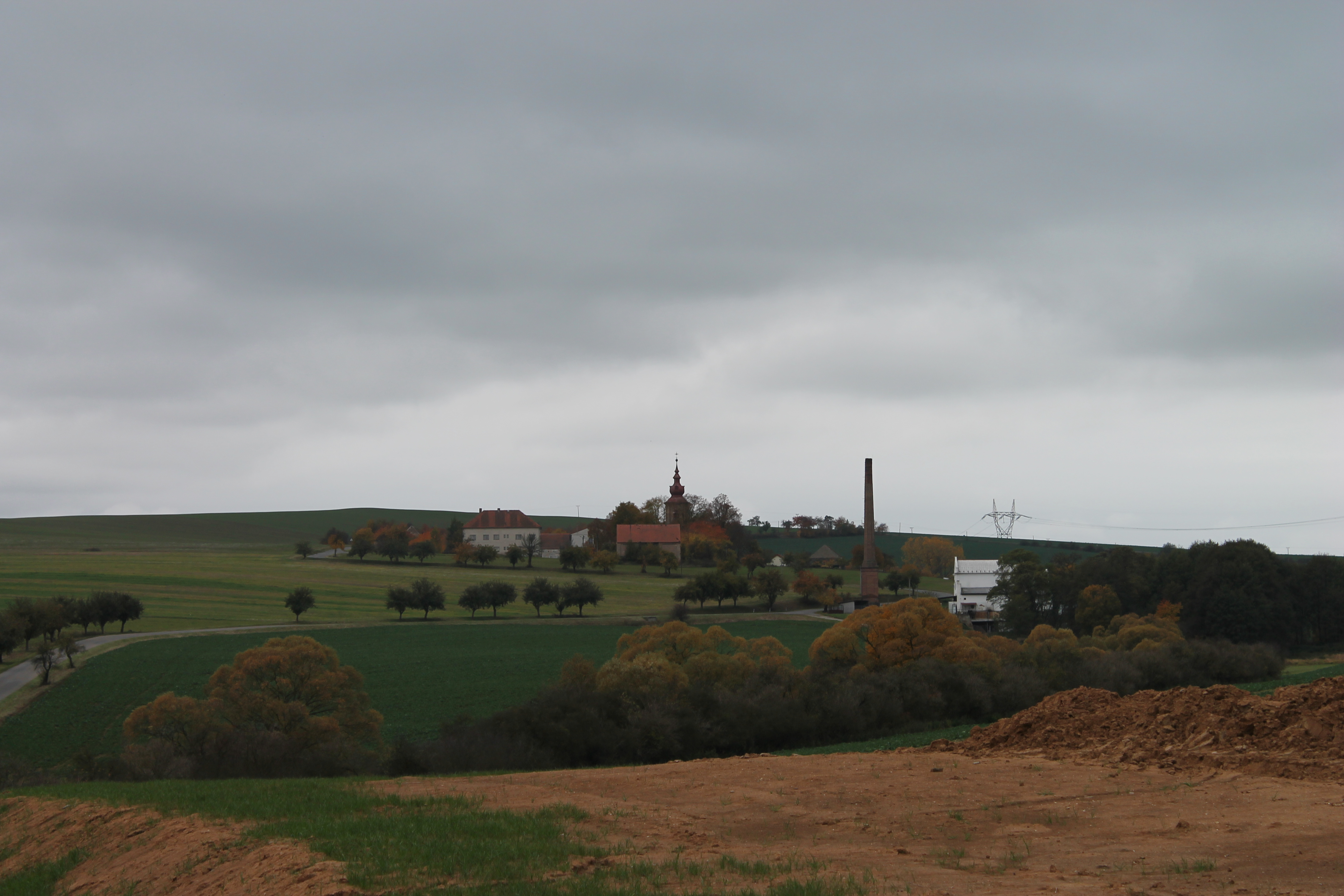
Blick von Kladruby nach Vojenice

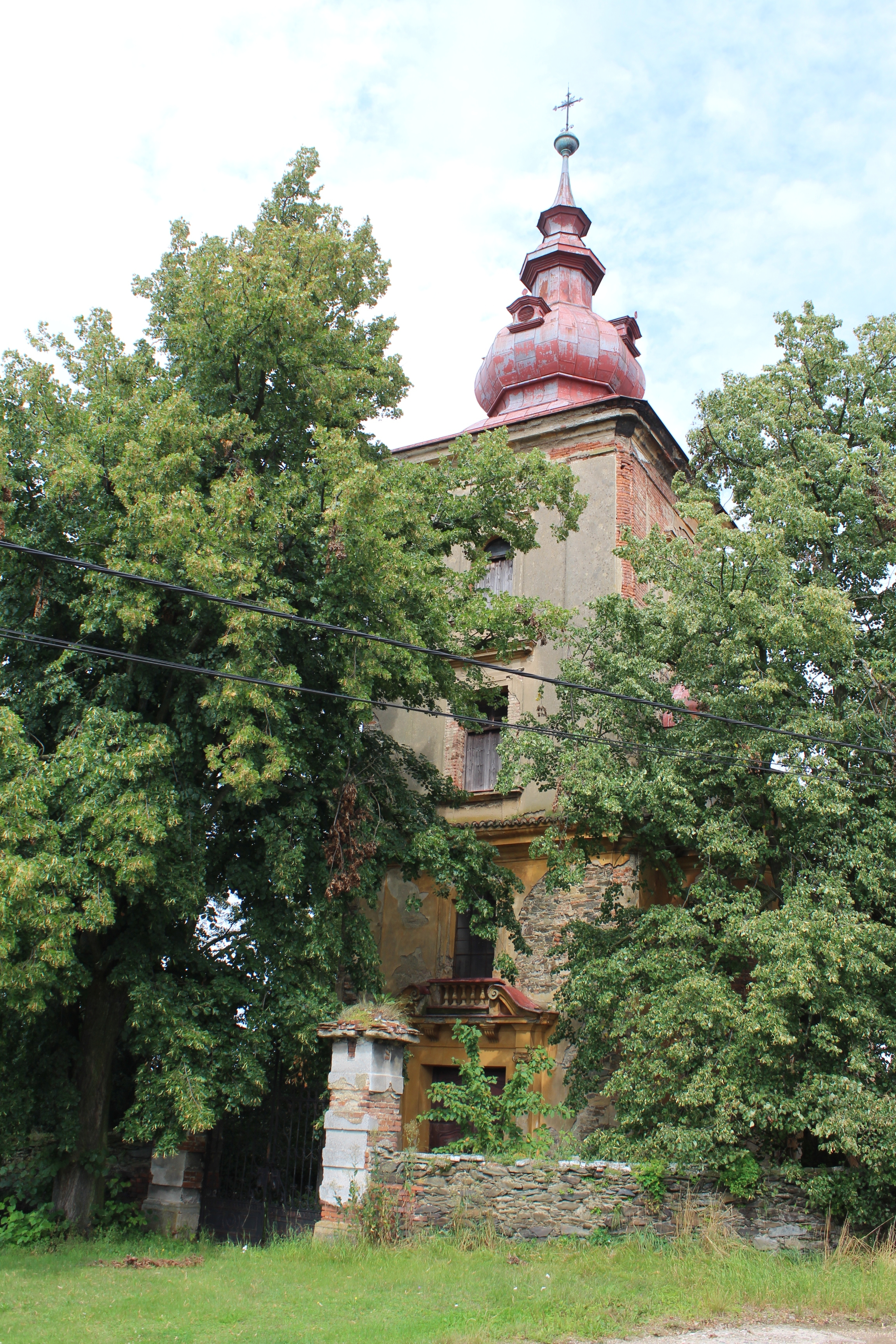
Kirche Johannes des Täufers

Vojenice (deutsch Wojenitz) ist ein Ortsteil der Gemeinde Kladruby (Kladrub) in Tschechien. Er liegt sechs Kilometer nördlich von Radnice (Radnitz) und gehört zum Okres Rokycany.

## Geographie
Die Rotte Vojenice befindet sich über dem Quellgrund eines linken Zuflusses zur Radubice im Radnitzer Hügelland (Radnická pahorkatina). Südöstlich erhebt sich die Hůrka (466 m n.m.), im Südwesten der Na Špýcharu (474 m n.m.).
Nachbarorte sind Kladruby im Norden, Suchomelka, Prašný Újezd und Fatěra im Nordosten, Skoupy und U Skály im Osten, Hlohovičky, Bílá Skála und Hlohovice im Südosten, U Háje und Mostiště im Süden, Svinná, Lhotka u Radnic und Chockov im Südwesten, Vrbatův Mlýn, Nový Mlýn und Horní Liblín im Westen sowie Bujesily und Rakolusky im Nordwesten.

## Geschichte
Die erste schriftliche Erwähnung von Vojenice erfolgte 1352, als das Dorf zusammen mit Kladruby zu den Besitzungen der Propstei Mělník gehörte. Die Kirche ist seit 1358 als Pfarrkirche nachweislich. Während der Hussitenkriege wurde das Dorf zerstört und die Pfarrei erlosch.
Vermutlich im 15. oder 16. Jahrhundert wurde Vojenice Teil der Herrschaft Liebstein. Zu den Besitzern der Herrschaft gehörte u. a. Wenzel Griespek von Griespach, dessen Güter nach der Schlacht am Weißen Berg 1620 konfisziert wurden. 1638 verkaufte die Böhmische Kammer die Herrschaft an Benjamin Fruhwein. Zu Beginn des 18. Jahrhunderts gehörte sie den Grafen von Stampach, danach dem Grafen Pius Montecuccoli, der sie 1725 an Alexander von Ledebour veräußerte. 1769 erfolgte der Neubau der Kirche. Im Jahre 1785 bestand Wogenitz aus sechs Häusern mit der Komendatkirche Johannes des Täufers. 1801 ging die Herrschaft Liblin durch Erbschaft an die Grafen von Wurmbrand-Stuppach über.
Im Jahre 1838 bestand das im Pilsner Kreis gelegene Dorf Wojenitz bzw. Wogenice aus sieben Häusern mit 61 tschechischsprachigen Einwohnern. Unter herrschaftlichem Patronat stand die Filialkirche Johannes des Täufers. Im Ort gab es einen herrschaftlichen Meierhof mit Schäferei. Pfarrort war Řescholau. Bis zur Mitte des 19. Jahrhunderts blieb Wojenitz der Allodialherrschaft Liblin untertänig.
Nach der Aufhebung der Patrimonialherrschaften bildete Vojenice / Wojenitz ab 1850 einen Ortsteil der Gemeinde Kladruby im Gerichtsbezirk Zbirow. 1868 wurde Vojenice dem Bezirk Hořowitz zugeordnet. Im Jahre 1869 bestand Vojenice aus sieben Häusern und hatte 49 Einwohner. 1885 brannte die Kirche durch Blitzschlag aus. Zum 1. September 1896 wurde der Ort Teil des neu gebildeten Bezirks Rokitzan. Die Weihe der neuen Kirche erfolgte 1897. Im Jahre 1900 hatte Vojenice 54 Einwohner, 1910 waren es 44.
Nach dem Ersten Weltkrieg zerfiel der Vielvölkerstaat Österreich-Ungarn, Vojenice wurde 1918 Teil der neu gebildeten Tschechoslowakischen Republik. Beim Zensus von 1921 lebten in den sieben Häusern der Ansiedlung 59 Tschechen. 1930 lebten in den sieben Häusern von Vojenice 41 Personen. Zwischen 1939 und 1945 gehörte Vojenice / Wojenitz zum Protektorat Böhmen und Mähren. Nach dem Ende des Zweiten Weltkrieges kam Vojenice zur wiedererrichteten Tschechoslowakei zurück. 1950 lebten in den sieben Häusern von Vojenice 31 Personen. In den 1960er Jahren setzte ein drastischer Bevölkerungsrückgang ein. Am 1. Juli 1982 verlor Vojenice den Status eines Ortsteils. Seit dem 6. September 2004 wird Vojenice wieder als Ortsteil von Kladruby geführt. Beim Zensus von 2011 hatte die Ansiedlung drei Einwohner und bestand aus vier Wohnhäusern. Der ehemalige Meierhof wurde modernisiert; er wird durch einen Landwirtschaftsbetrieb bewirtschaftet.

## Ortsgliederung
Der Ortsteil Vojenice ist Teil des Katastralbezirkes Kladruby u Radnic.

## Sehenswürdigkeiten
- Neobarocke Kirche Johannes des Täufers, der im 14. Jahrhundert errichtete ehemals gotische Bau wurde 1769 durch eine neue barocke Kirche ersetzt, die 1885 ausbrannte. Ihr heutiges Aussehen erhielt sie nach Plänen des Architekten Josef Podhájský beim Wiederaufbau in den Jahren 1890–1896. Die Weihe erfolgte 1897. Seit der zweiten Hälfte des 20. Jahrhunderts wird das von hohen Bäumen umgebene Bauwerk nicht mehr kirchlich genutzt und ist dem Verfall überlassen. Das Dach ist undicht und das Mauerwerk feucht. Das Kircheninnere ist weitgehend leergeräumt.[4] Eigentümer des Kulturdenkmals ist weiterhin die katholische Kirche.
- Wegekreuz, am südwestlichen Ortsrand